# アルバロ・ダビド・モンテーロ
アルバロ・ダビド・モンテーロ・ペラレス（スペイン語: Álvaro David Montero Perales、1995年3月29日 - ）は、コロンビアのサッカー選手。コロンビア代表。ポジションはGK。

## クラブ歴
ADサンカエターノの下部組織出身でトップチームに昇格した。2013年にコパ・パウリスタで選手初出場を記録。しかし、リーグ戦では出番が無かった。その後、CAサン・ロレンソ・デ・アルマグロに移籍するも出番は無かった。その後のククタ・デポルティーボFCでもカップ戦のみの出場機会であった。
2018年にデポルテス・トリマに移籍するとレギュラーとして出場機会を重ねた。

## 代表歴
2019年6月3日、パナマ代表との親善試合で77分にダビド・オスピナに代わって出場しA代表初出場。